# او-۳۸۰
زیردریایی یو-۳۸۰ (به انگلیسی: German submarine U-380) یک زیردریایی بود که طول آن ۶۷٫۱ متر (۲۲۰ فوت ۲ اینچ) بود. این زیردریایی در سال ۱۹۴۱ ساخته شد.